# Большое Тарманское
Большое Тарманское — пресноводное озеро на юго-западе Нижнетавдинского района Тюменской области, располагается в 26 км к северо-западу от Тюмени. Входит в Тарманскую группу озёр, являясь наиболее крупным из них, и находится в восточной части заказника Тюменский.
Водоём имеет лопастную форму. Зеркало озера расположено на высоте 59,7 метра над уровнем моря. Площадь водной поверхности — 16,8 км². Длина озера составляет около 6,7 км с запада на восток, максимальная ширина с севера на юг — 5,9 км.
Большое Тарманское искусственными каналами соединено с соседними озёрами Среднее Тарманское на юго-востоке, Копанец и Шайтанское на северо-западе. Развиты сплавины: в отдельные годы озеро может полностью зарастать водной растительностью. Дно торфяное, местами песчаное. Берега низкие, окаймленные полосами заболоченного смешанного леса. С юга прорыты мелиоративные каналы. У юго-восточного берега расположено село Средние Тарманы, к северу от озера тянутся обширные Тарманские болота. Острова отсутствуют.
В озере в изобилии обитает обыкновенный карась, также встречаются плотва и чебак. 